# Affaire SORMAE-SAE
L’affaire SORMAE-SAE est une affaire politico-financière française concernant la réalisation de fausses factures de la société auxiliaire d'entreprise Rhône-Alpes-Méditerranée (SORMAE), filiale de la société auxiliaire d'entreprises (SAE). L'affaire est à l'origine de l'affaire Urba sur le financement occulte du Parti socialiste.   

## Les prémices
Le 2 avril 1986, une information judiciaire est ouverte à Marseille pour faux en écritures, complicité et recel à l'encontre d'une entreprise de travaux publics, la SMPE. La brigade financière de la police judiciaire, dont l'inspecteur Antoine Gaudino, découvre un important trafic de fausses factures dans le milieu marseillais de la construction. L'enquête engendre l'ouverture d'autres informations judiciaires à Lyon, concernant le Groupe de recherche et construction, et à Toulon, les Travaux du Midi.
Dans le cadre de l'affaire des fausses factures de la SMPE, les policiers marseillais interrogent, le 1er février 1989, Paul Peltier, directeur général de la Société auxiliaire d'entreprise Rhône-Alpes-Méditerranée (SORMAE), filiale de la Société auxiliaire d'entreprises (SAE), alors l'un des principaux groupes français du secteur du bâtiment et des travaux publics,,.
Le 5 février, huit dirigeants de la SORMAE, dont Claude Popis, sont inculpés pour corruption active, faux et usage de faux en écriture de commerce. Ils sont incarcérés au centre pénitentiaire de Marseille où se trouve déjà Paul Peltier. D'autres inculpations ont lieu quelques jours plus tard, portant à dix-sept le nombre des inculpations dans cette affaire.

## La piste politique
La piste du financement politique commence alors à se préciser. En effet, les dirigeants de la SORMAE sont accusés d'avoir bénéficié des fausses factures d'un entrepreneur marseillais, Paul Bernard, officiellement maçon mais qui n'utiliserait plus sa société que pour produire des fausses factures. Les dirigeants déclarent alors que cette surfacturation avait un objectif : verser des pots-de-vin à des élus de tous bords politiques dans le cadre de l'attribution de certains marchés publics.  
Le 15 février 1989, le Canard enchaîné accuse Michel Pezet, député des Bouches-du-Rhône et candidat du PS aux élections municipales de Marseille, d'avoir reçu un million de francs de la part de la SORMAE. Selon Claude Popis, un système de fausses factures aurait été mis en place pour financer un magazine, l'Hebdomadaire, que l'homme politique a lancé à Marseille avec ses amis en avril 1987.   
Les noms de quatre élus figurent dans la requête adressée par le parquet de Marseille à la chambre criminelle de la Cour de cassation. Celle-ci doit en effet désigner le 15 février une nouvelle juridiction d'instruction puisque le dossier évoque des noms d'élus. En revanche, le nom de Michel Pezet n'y figure pas. C'est désormais le président de la chambre d'accusation de la cour d'appel de Paris, Pierre Culié, qui est chargé du dossier des fausses factures de la SORMAE.   
Le parquet général de la cour d'appel de Paris requiert l'inculpation de vingt-trois personnes dont plusieurs hommes politiques qui sont mis en cause puis inculpés. On dénombre six élus de droite : Jean-Pierre Roux, ancien maire Rassemblement pour la République (RPR) d'Avignon, Jules Susini, ancien adjoint au maire RPR d'Aix-en-Provence, Roland Nungesser, député-maire RPR de Nogent-sur-Marne et ancien ministre, Jean-Pierre de Peretti, député Union pour la démocratie française (UDF) des Bouches-du-Rhône, Charles Scaglia, maire apparenté UDF de La Seyne-sur-Mer. Deux socialistes sont également inculpés : José Mattéi, ancien directeur de cabinet de Michel Pezet à la région Provence-Alpes-Côte d'Azur, et Jean-Victor Cordonnier, ancien adjoint au maire de Marseille.   

## Le scandale
Antoine Gaudino et Alain Mayot, les deux inspecteurs de la brigade financière de la police judiciaire marseillaise qui travaillent sur l'affaire depuis 1986, sont chargés de continuer, sous la direction de Pierre Culié, l'enquête des fausses factures dans les Bouches-du-Rhône. Le 17 avril 1989, ils réalisent une perquisition dans les bureaux de la délégation régionale d'Urbatechnic à Marseille, un bureau d'études affilié au Parti socialiste. Ils mettent alors la main sur des documents en lien avec le financement parallèle du PS mais n'ont pas le droit de les saisir, puisque la perquisition est limitée à l'affaire des fausses factures de la SORMAE.    
À la suite de la découverte des deux inspecteurs, le 19 avril 1989, le procureur de Marseille ordonne une enquête préliminaire pour faux et usage de faux, abus de biens sociaux et corruption. Antoine Gaudino et Alain Mayot peuvent ainsi retourner dans les bureaux d'Urbatechnic. Ils saisissent quatre-vingt-huit scellés. C'est le début de l'affaire Urba.    
Le 2 mai 1990, la chambre d'accusation de la cour d'appel de Paris renvoie neuf des trente-six inculpés devant la onzième chambre du tribunal correctionnel de Paris : quatre dirigeants de la SAE, Pierre Bentata, Claude Popis, Jean-Pierre Adam et Paul Peltier, trois dirigeants d'Urbatechnic (Gérard Monate, Joseph Delcroix et Bruno Desjobert) et deux dirigeants de Sud-Est équipement (Maurice Pierrat et Luc Biéret), bureau d'études lié au Parti communiste français. En effet, les huit élus bénéficient pour leur part de la loi d'amnistie du 20 juillet 1988 et de la réforme du financement des partis politiques promulguée le 15 janvier 1990. 
Le 2 février 1992, des peines symboliques sont prononcées par le tribunal. En effet, sept des neuf inculpés sont condamnés à « des peines de principe », selon l'expression du procureur Jean-Claude Marin, dont les réquisitions ont été suivies. Reconnus coupables de trafic d'influence et de corruption, ces derniers sont condamnés à des peines de six à quinze mois de prison avec sursis et des amendes de 20 000 à 100 000 francs. Les peines les plus lourdes reviennent à Gérard Monate, président d'Urbatechnic, et Pierre Bentata, directeur général de la SAE : quinze mois de prison avec sursis et des amendes respectives de 30 000 et 100 000 francs. Joseph Delcroix, dont les inspecteurs ont intercepté les cahiers dans lesquels il consignait les comptes-rendus des réunions d'Urba, Bruno Desjobert, chargé de mission pour Urba à Marseille, ainsi que les trois dirigeants de la SORMAE (Claude Popis, Paul Peltier et Jean-Pierre Adam) sont tous condamnés à des peines d'un an avec sursis. Maurice Pierrat et Luc Biéret, les deux dirigeants de Sud-Est équipement, sont relaxés, le tribunal estimant qu'ils bénéficient de la loi d'amnistie du 20 juillet 1988.  
Malgré le caractère « symbolique » des peines, comme les élus ont de leur côté bénéficié de deux lois d'amnistie, les avocats de Gérard Monate, Pierre Bentata, Joseph Delcroix et Bruno Desjoberts décident de faire appel. Le 8 juillet 1993, la neuvième chambre de la Cour d'appel de Paris décide de réduire les peines de Gérard Monate et Pierre Bentata infligées en première instance. Elle confirme les amendes mais ramène les peines de prison avec sursis à douze mois. En revanche, les peines de Joseph Delcroix et Bruno Desjoberts sont confirmées.   
L'affaire SORMAE-SAE ne permettra pas de remonter les circuits de financement du RPR et de l'UDF, découverts pour l'essentiel à partir de 1993. Mais elle débouchera sur l'affaire Urba.
L'absence d'élus lors du procès de l'affaire SORMAE, ainsi que lors du procès de l'affaire Cogedim (affaire des fausses factures d'Île-de-France), déclenche une polémique sur la loi de janvier 1990. Une motion de censure sur le thème de la morale et de la justice est déposée par l'opposition le 9 mai 1990 contre le Gouvernement de Michel Rocard. Elle obtiendra 262 voix et n'est donc pas adoptée. 